# Povodí Odry

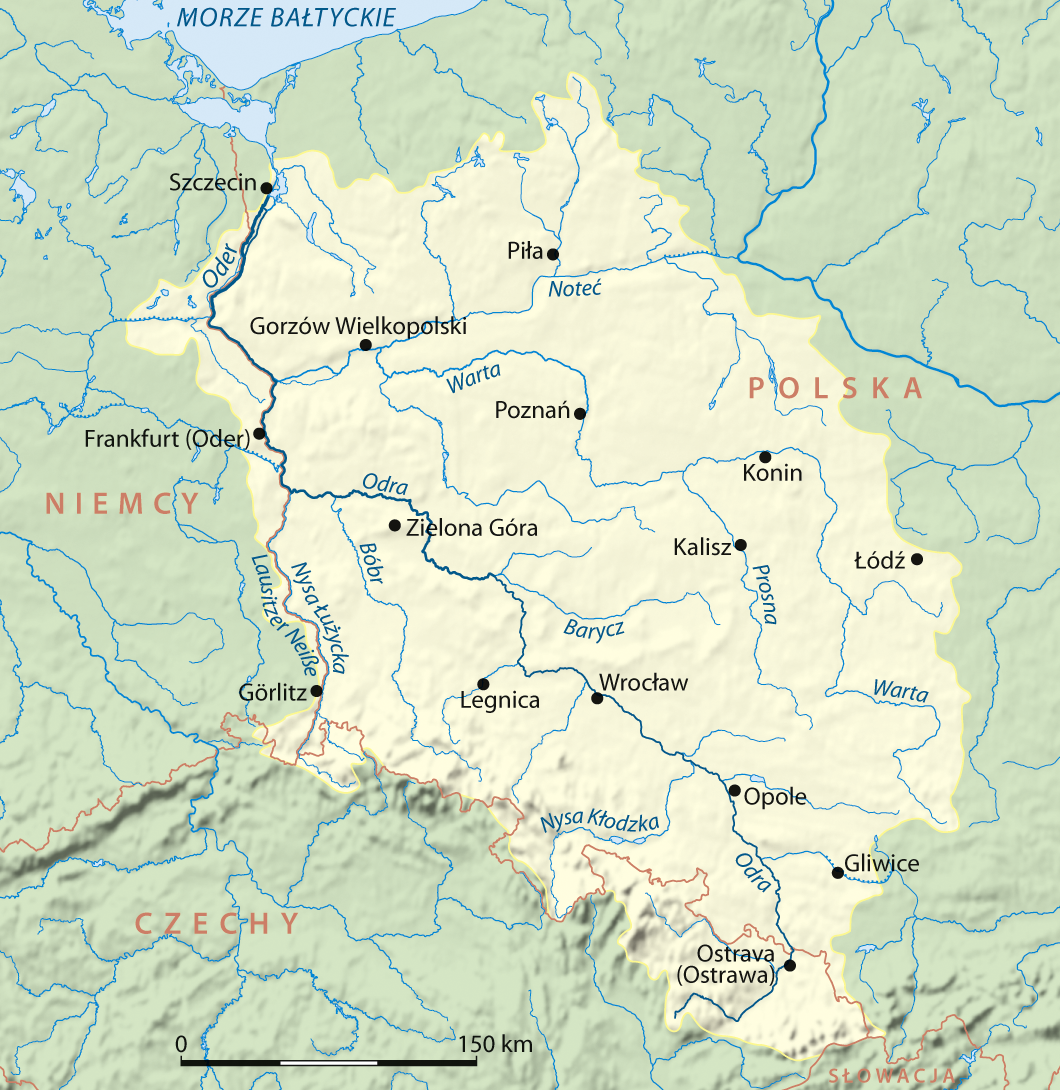
mapa povodí Odry

Povodí Odry je povodí řeky 1. řádu a je součástí úmoří Baltského moře. Tvoří je oblast, ze které do řeky Odry přitéká voda buď přímo nebo prostřednictvím jejich přítoků. Jeho hranici tvoří rozvodí se sousedními povodími. Na jihu je to povodí Moravy a povodí Váhu, na západě povodí Labe a na východě povodí Visly. Na severu jsou to pak povodí menších přítoků Baltského moře. Nejvyšším bodem povodí je s nadmořskou výškou 1603 m Sněžka v Krkonoších. Rozloha povodí je 118 861 km², z čehož 106 056 km² je na území Polska, 7217 km² na území Česka a 5587 km² na území Německa.

## Správa povodí
Na území Česka se správou povodí v Moravskoslezském a v Olomouckém kraji zabývá státní podnik Povodí Odry, v Královéhradeckém a v Libereckém kraji státní podnik Povodí Labe a v Ústeckém kraji státní podnik Povodí Ohře.
Na území Polska se správou povodí zabývají čtyři regionální úřady vodního hospodářství (polsky regionalny zarząd gospodarki wodnej (RZGW)). Sídlí pro povodí dolní Odry ve Štětíně, pro povodí Warty v Poznani, pro povodí střední Odry ve Vratislavi a pro povodí horní Odry ve Glivicích.

## Dílčí povodí
| povodí               | rozloha km² | nejvyšší bod     | nadm.výška m | odtékající řeka | průtok v ústí m³/s |
| -------------------- | ----------- | ---------------- | ------------ | --------------- | ------------------ |
| Povodí Warty         | 53700,0     | Góra Janowskiego | 516          | Warta           | 195,00             |
| Povodí Bobru         | 5882,0      | Sněžka           | 1603         | Bobr            | 44,30              |
| Povodí Barycze       | 5526,0      | ...              | ...          | Barycz          | ...                |
| Povodí Kladské Nisy  | 4565,0      | Králický Sněžník | 1423         | Kladská Nisa    | 25,00              |
| Povodí Lužické Nisy  | 4297,0      | Smrk             | 1124         | Lužická Nisa    | 30,00              |
| Povodí Iny           | 2189,0      | ...              | ...          | Ina             | ...                |
| Povodí Opavy         | 2089,0      | Praděd           | 1491         | Opava           | 17,60              |
| Povodí Olše          | 1118,0      | Ropice           | 1082         | Olše            | 13,70              |
| Povodí Osoblahy      | 993,3       | Biskupská kupa   | 889          | Osoblaha        | 2,10               |
| Povodí Ostravice     | 827,4       | Lysá hora        | 1324         | Ostravice       | 15,50              |
| Povodí Lubiny        | 194,1       | Kněhyně          | 1258         | Lubina          | 2,36               |
| Povodí Bílovky       | 146,7       | Hůrka            | 530          | Bílovka         | 0,75               |
| Povodí Husího potoka | 142,6       | U Větřáku        | 560          | Husí potok      | 0,70               |
| Povodí Jičínky       | 113,9       | Velký Javorník   | 918          | Jičínka         | 1,21               |